# Julio Fuenmayor
Julio César Fuenmayor Buitrago (Caracas, 29 de abril de 1985) es un político y economista venezolano, quien entre diciembre de 2021 hasta el 13 de diciembre de 2024 se desempeñó como alcalde del Municipio Valencia, habiendo renunciado ante el Concejo Municipal de Valencia. Es dirigente del Partido Socialista Unido de Venezuela.

## Biografía
Es economista egresado de la Universidad de Carabobo. En su etapa universitaria, fue dirigente estudiantil, ocupando el cargo de presidente del centro de estudiantes de la Facultad de Ciencias Económicas y Sociales. En el año 2008 fue Delegado Juvenil al Congreso Fundacional de la Juventud del PSUV en Ciudad Bolívar, y formó parte de la primera dirección estatal de la Juventud del Partido Socialista Unido de Venezuela (JPSUV) como Primer Enlace de la JPSUV Carabobo.
El 1 de agosto de 2015 es designado mediante gaceta oficial N.° 40.765 como director general de la Oficina de Gestión Administrativa del Ministerio del Poder Popular para la Mujer y la Igualdad de Género.
En agosto de 2021 se postula en las elecciones internas del Partido Socialista Unido de Venezuela como candidato a la alcaldía de Valencia, siendo electo como candidato del partido con el 41 % de los votos. En las elecciones del 21 de noviembre de 2021, Fuenmayor es electo alcalde, al obtener el 59 % de votos, derrotando a Rubén Limas, candidato de la Alianza Democrática, y a Carlos Lozano, candidato de la Plataforma Unitaria.
El 7 de diciembre de 2021 fue juramentado en la Plaza Bolívar de Valencia como burgomaestre de la ciudad. Durante su gestión se ha emprendido el denominado Plan Búho, basado principalmente en asfaltado e iluminación, destacando también la recuperación de algunas partes del casco histórico de la ciudad.

### Renuncia
Durante el mes de diciembre de 2024 se denunciaron casos de corrupción en la alcaldía y mal manejo por parte del Instituto Municipal de Ambiente (IMA) en la recolección de desechos. El 11 de diciembre se emitió una orden de captura contra el presidente del Instituto Municipal del Ambiente, Gilberto Ceballos, que había sido nombrado por Fuenmayor. Su detención estuvo motivada por irregularidades en la gestión del servicio de recolección de basura y por liderar una banda dedicada al contrabando de diésel.
El 13 de diciembre de 2024, el Concejo Municipal de Valencia aceptó la renuncia de Fuenmayor en la alcaldía, siendo sustituido por la entonces Autoridad Única del Turismo del Estado Carabobo, Dina Castillo, nombrada por el órgano legislativo en violación de la Ley Orgánica del Poder Público Municipal, la cual indica en su artículo 87 que la vacancia debe ser llenada por alguno de los concejales.